# Neu-Ulm (distrito)
Neu-Ulm é um distrito da Alemanha, na região administrativa da Suábia, estado da Baviera.

## Cidades e municípios
| Cidades                                                        | Municípios                                                               |                                                                                              |
| -------------------------------------------------------------- | ------------------------------------------------------------------------ | -------------------------------------------------------------------------------------------- |
| 1. Illertissen 2. Neu-Ulm 3. Senden 4. Vöhringen 5. Weißenhorn | 1. Altenstadt 2. Bellenberg 3. Buch 4. Elchingen 5. Holzheim 6. Kellmünz | 1. Nersingen 2. Oberroth 3. Osterberg 4. Pfaffenhofen an der Roth 5. Roggenburg 6. Unterroth |